# Abadia de Sant Víctor

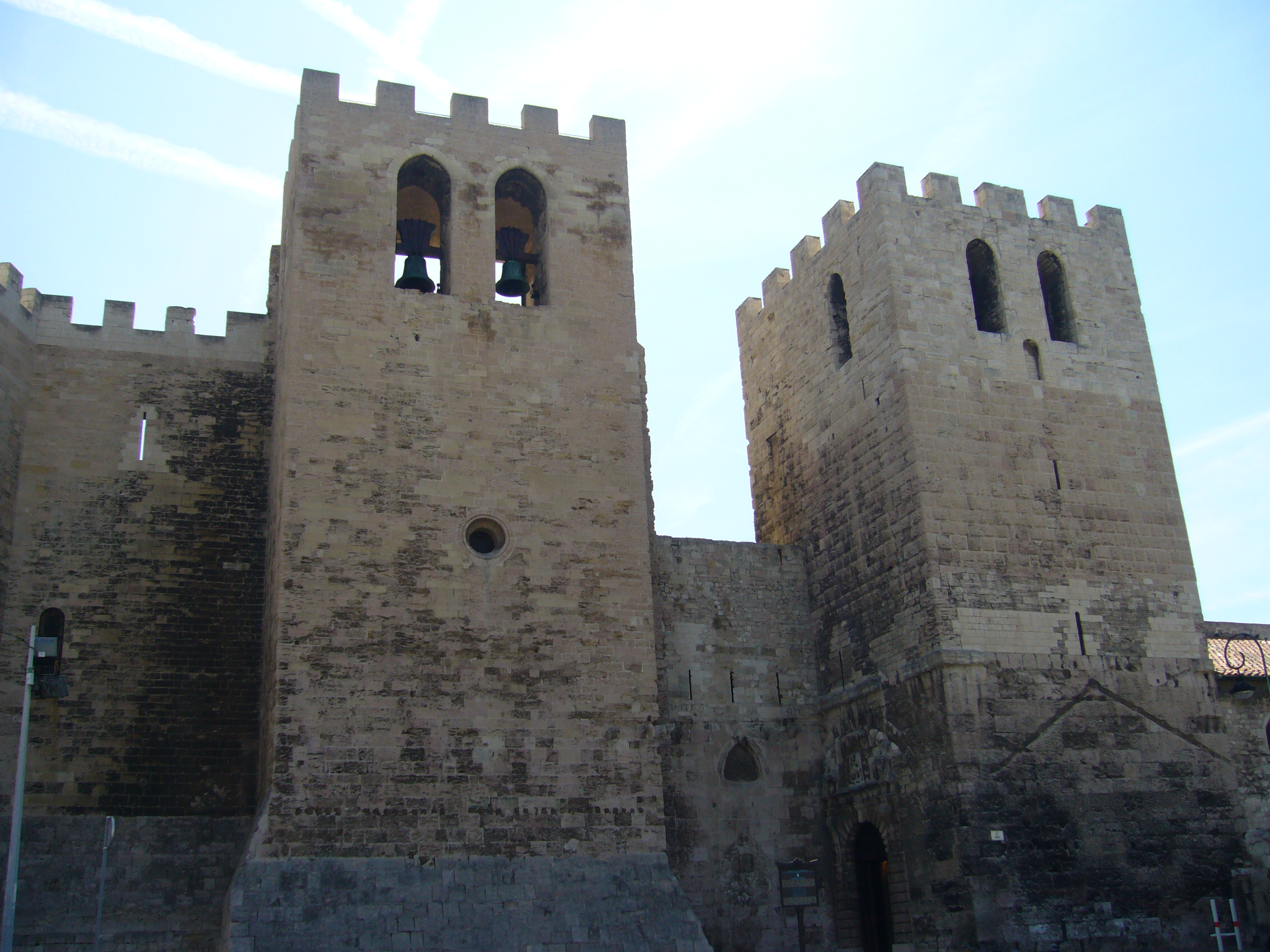
Les dues torres de l'abadia de Sant Víctor a Marsella

L'abadia de Sant Víctor de Marsella (en francès: Abbaye de Saint-Victor de Marseille) fou fundada al segle v per Sant Joan Cassià, es va edificar prop de les tombes dels màrtirs de Marsella entre els quals es trobava Sant Víctor de Marsella (303 o 304) que li va donar el nom a l'abadia. Des de fa més de 1.700 anys és un dels llocs més importants del catolicisme situat al sud de França.

## Història de l'abadia
Durant l'Imperi Romà, el lloc que ocupa l'abadia va ser, en primer terme, una via romana que, posteriorment, va passar a ser una necròpoli cristiana edificada que va acollir les restes dels màrtirs Volusià i Fortunat. Hi fou sebollit Víctor, que va ser martiritzat per negar-se a abjurar de la seva fe cristiana i que va donar nom a l'abadia.
Jean-Baptiste Grosson, l'any 1773 a la seva Recueil des antiquités et des monuments marseillais qui peuvent intéresser l'histoire et les arts (Recull de les antiguitats i monuments marsellesos que poden interessar a la història i les arts) va escriure:
| « | L'origen d'aquesta església es deu a la pietat dels primers fidels. Al principi no era més que una gruta o caverna molt allunyada de la ciutat, que es trobava als vells Camps Elísies, o ossuarium dels marsellesos, s'utilitzava com un lloc de retir per als primers cristians, així com per a celebrar els Sants Oficis, i servia, així mateix, com sepultura per als màrtirs. Al costat d'aquesta gruta (que actualment es troba dintre de l'església inferior) hi ha una capella dedicada a Nôtre-Dame de Confession, l'altar major fou construït durant el mandat de l'emperador Antoní Pius (140). El cos de Víctor, oficial de les tropes marselleses, que va morir martiritzat el 21 de juliol de l'any 303, sota el mandat de Dioclecià, va ser recollit pels feligresos que ho van enterrar en aquesta gruta. | » |

Al voltant d'aquesta gruta, situada fora de les muralles de Marsella, fou erigit el monestir per Joan Cassià cap a l'any 415, i l'església es va erigir l'any 440. Finalitzada l'antiguitat, l'auge de l'abadia de San Víctor de Marsella va ser considerable. Cassià, monjo a Betlem, monjo pelegrí a Egipte, diaca de Sant Joan Crisòstom a Constantinoble, sacerdot en Antioquia de l'Orontes o Roma, es trobava a la primavera del 416 a Marsella, on el bisbe Procule el va retenir amb la finalitat que instituís la vida monàstica a la riba sud del Lacydon (el vell port de Marsella). Des de la fi del segle x i fins al segle xviii, els monjos benedictins van estar al càrrec d'aquests llocs. És l'establiment abacial més antic d'Occident.

## Edat mitjana

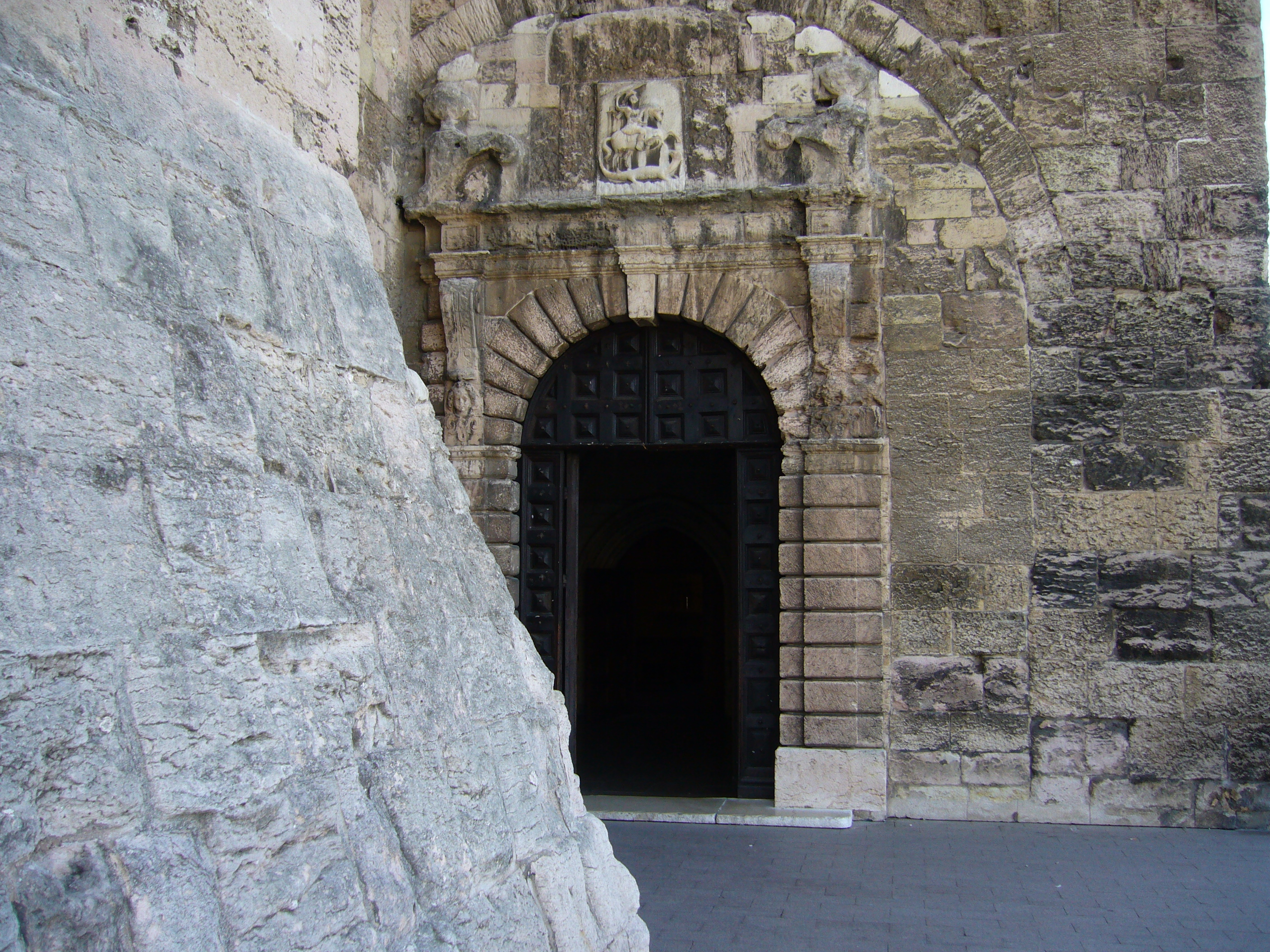
Entrada a l'abadia de Sant Víctor

Des de l'any 750 i fins a l'any 960 Sant Víctor fou la residència dels bisbes de Marsella. Carlemany va fer una donació (confirmada per Lluís I el Pietós i pel seu fill Lotari I) a l'abadia per mitjà de la qual obtenia el dret sobre la sal i altres mercaderies, així com els drets de duana i d'ancoratge de tots els navilis que arribessin al port de Marsella. Garantida la puixança de l'abadia per aquesta protecció, Lotari va assumir el control imperial de les regions del Sud de França. Cap al pas del segle ix al segle x, la potència de l'abadia benedictina es va veure greument minvada a causa de les incursions «bàrbares» que la van dur a la ruïna. Honorat II, a càrrec de l'episcopat de la ciutat l'any 948, parent del primer vescomte de Marsella, va reconstruir l'abadia i va restablir la vida monàstica. Pons I, bisbe el 977 va continuar la seva obra. El primer abat de Sant Víctor va ser Wilfredus (o Guilfred) el 1005. Aquest últim va reconstruir l'abadia, devastada pels sarraïns, assolint convertir-la en un lloc pròsper, reconegut i exemplar que va obtenir del papa Joan XVIII importants concessions que van ser confirmades i ampliades per diversos papes.
Al voltant de 1020 i fins al 1047, el monjo Isarn va ser l'abat de Sant Víctor. L'ascens de l'abadia va ser espectacular: l'any 1040 el papa Benet IX va consagrar l'església i, després de la seva defunció, el 24 de setembre del 1047, Isarn va ser canonitzat.
El 28 de setembre de 1362, Guillaume Grimoard, abat de San Víctor, va ser triat papa, prenent el nom d'Urbà V. Després de la seva mort, esdevinguda a Avinyó les seves restes van ser traslladats a Sant Víctor, d'on ell mai havia deixat de ser el seu benefactor.
Des de l'any 1570 fins a 1588, Jules de Medicis va ser l'abat de San Víctor. Els historiadors sospiten que va poder haver robat la biblioteca de l'abadia, les obres de la qual eren conegudes després de l'inventari que de les mateixes es va fer al segle xii, especialment uns manuscrits antics que van desaparèixer. També se sospita del cardenal Mazzarino abat de Sant Víctor el 1655, que va poder haver sostret una part substanciosa d'aquests llibres.

## Vinculació amb monestirs catalans
Durant l'edat mitjana, i sobretot entre els segles x i xii, a causa de les relacions entre els comtes catalans i els comtes de Provença, van ser nombrosos els monestirs benedictins catalans que van establir relacions i vincles amb l'abadia de Sant Víctor de Marsella. El primer de tots va ser el monestir de Sant Miquel del Fai. Van seguir els monestirs de Sant Sebastià dels Gorgs, Santa Maria de Ripoll, Sant Joan de les Abadesses, Sant Miquel de Cuixà i Sant Martí de Canigó, entre d'altres. A l'edat mitjana tardana els monestirs catalans van tendir a desfer aquests vincles amb l'abadia de Marsella (no sense llargs plets, com el que va sostenir el monestir de Ripoll) de manera que el 1380 només hi restaven vinculats Sant Miquel del Fai, Sant Sebastià dels Gorgs, Sant Joan les Fonts i Sant Tomàs de Fluvià.

## Renaixement
El 17 de desembre de 1739 Climent XII va decretar la laïcització de l'abadia. El 1794 l'abadia i les dues esglésies van ser despullades dels seus tresors, les relíquies van ser cremades, i van desaparèixer l'or i la plata, els monjos es van retirar de l'abadia que es converteix en un dipòsit pel farratge i va arribar a ser utilitzada com presó. Segons Joseph Marchant, si l'església es va conservar fou gràcies a la protecció dels propis presos. Joseph Marchant, va deixar suficients testimoniatges que demostren que el claustre va servir per a albergar els soldats anomenats Al·lòbroges.

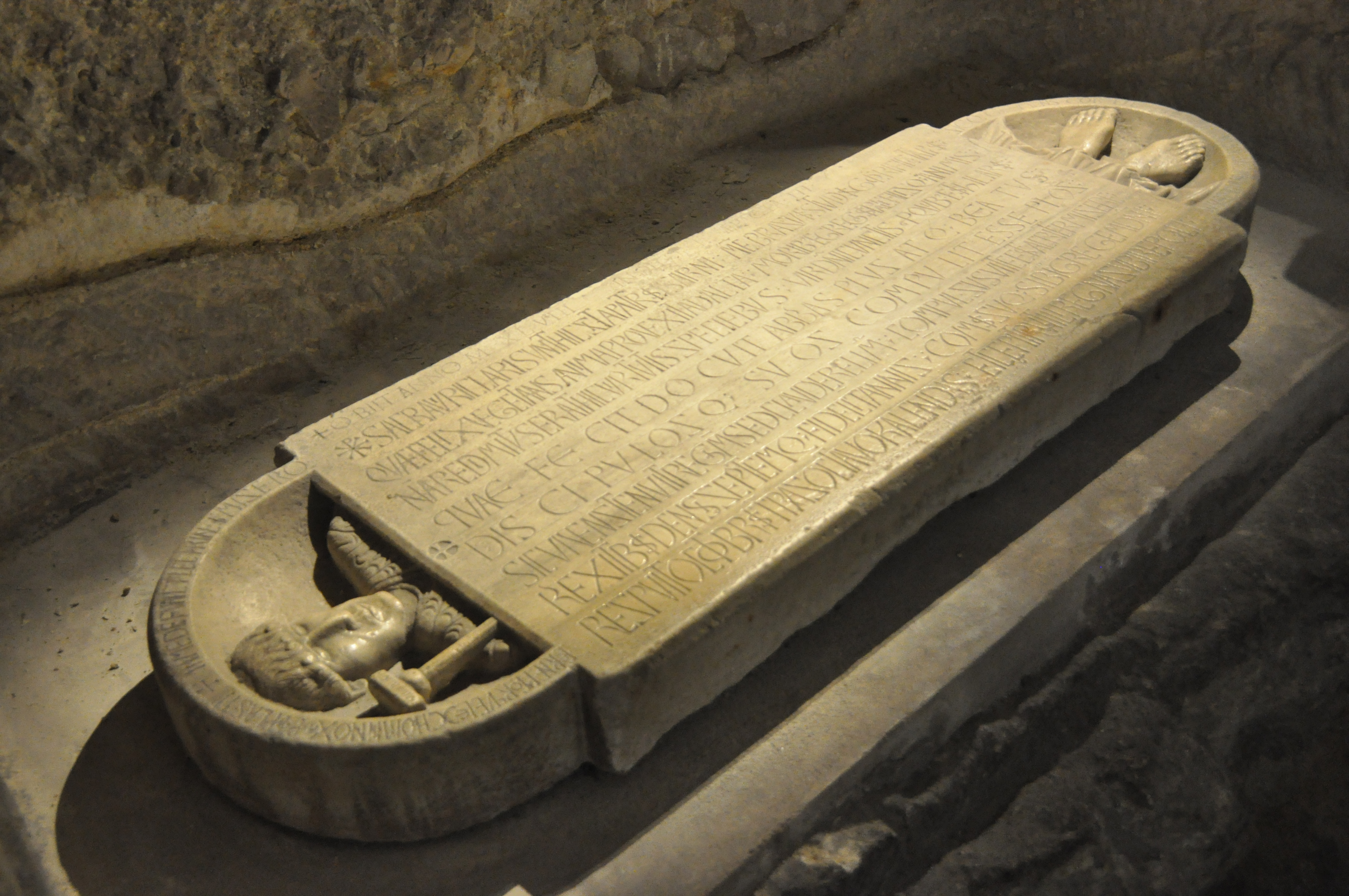
Làpida sepulcral de l'abat Isarn a la cripta de l'abadia de Sant Victor

## Seglexx
L'any 1963, la ciutat de Marsella i el Ministeri de Cultura, inicien una restauració completa de l'abadia que entra a l'inventari dels monuments històrics l'any 1997.

## Visita

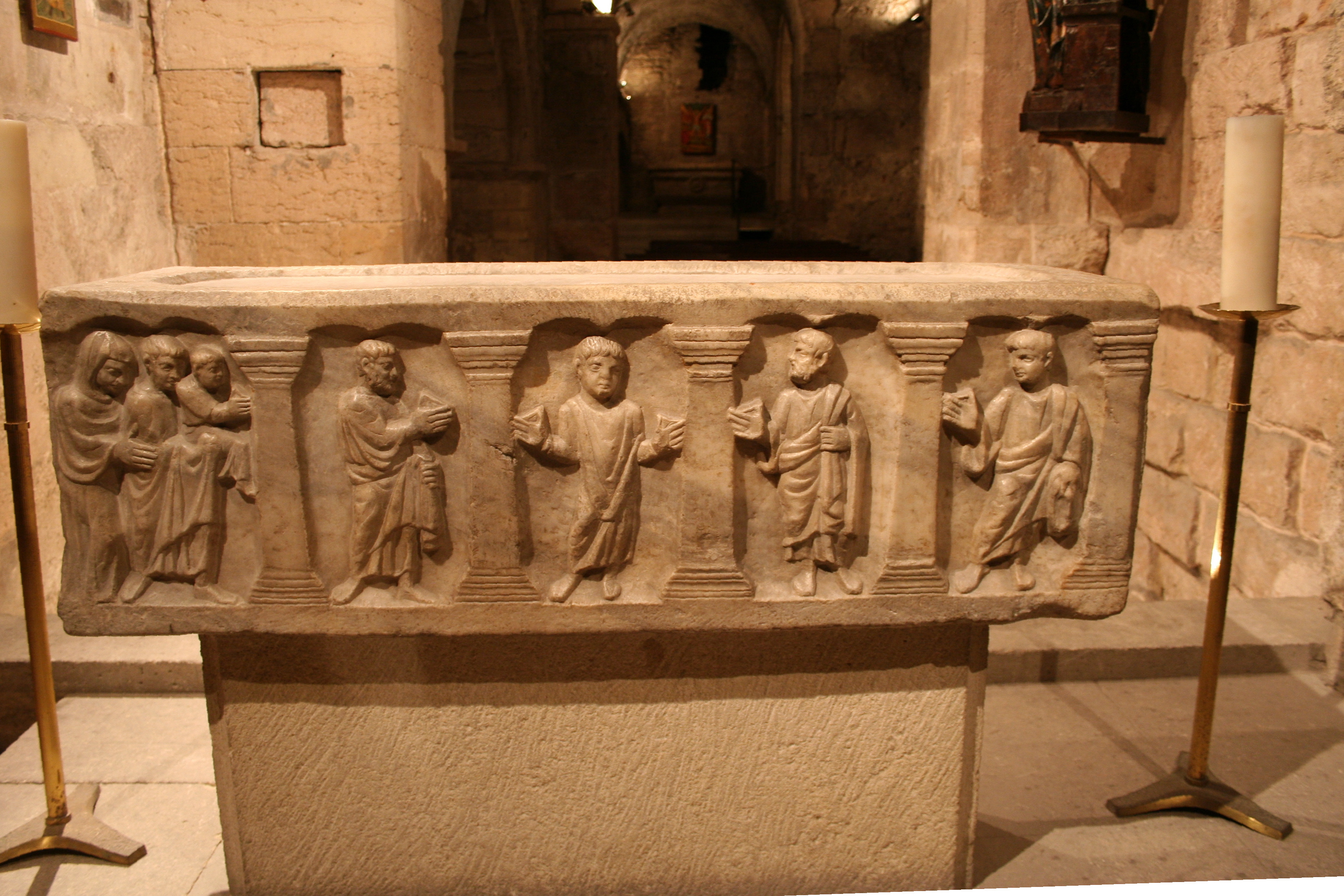
Sarcòfag dit de Joan Cassià a la cripta

A l'exterior sobresurt l'aspecte fortificat del conjunt (les fortificacions són en gran part obra del temps d'Urbà V, segle xiv), del qual tan sols es conserven l'església i les criptes. S'han perdut la resta de dependències monàstiques, com ara el claustre. S'accedeix a l'interior per una porta del segle xvii. Tot i que conserva alguns elements més antics, l'església és principalment una edificació gòtica, dels segles xiii i xiv. És de tres naus, la central coberta amb volta de canó apuntat. La capçalera, coberta amb volta de creueria, té una clau de volta que representa sant Víctor a cavall. Al transsepte hi ha dues grans fornícules utilitzades com a expositors del tresor de l'abadia, destacant el reliquier de sant Víctor (segle xix). Les criptes configuren un complex espai soterrani en el qual s'han individualitzat diverses capelles i una sagristia. S'hi troba un important conjunt de sarcòfags paleocristians i de l'alta edat mitjana, com també la làpida sepulcral de l'abat Isarn de Sant Víctor, magnífic exponent de l'escultura romànica del segle xi. Des de la cripta també es poden veure les estructures de la part central (santuari) de la basílica paleocristiana del segle v, de proporcions imponents.